# Smältverk

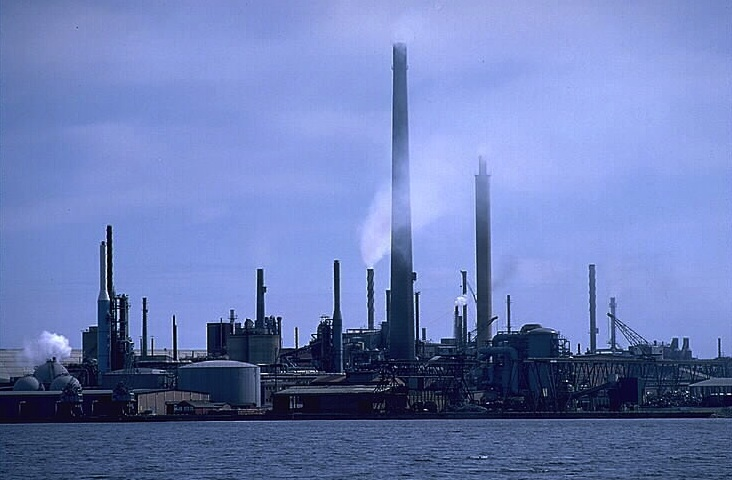
Rönnskärsverken, i slutet av 1970-talet.

Smältverk, industriella metallframställare; det vill säga industriella anläggningar, där metaller utvinns genom smältning.

## Kända smältverk i Sverige
- Rönnskärsverken, Skellefteå, huvudsakligen koppar, bly, och ädelmetaller.
- Bergsöe,  Landskrona, bly
- Oxelösunds järnverk, järn
- Kubal, Sundsvall, primär aluminium
- Stena Aluminium, Älmhult, sekundär aluminium